# O.J. Simpson: Juice on the Loose
O.J. Simpson: Juice on the Loose – amerykański film dokumentalny w reżyserii George’a A. Romero z roku 1974. Film poświęcony jest gwieździe futbolu amerykańskiego O.J. Simpsonowi.

## Obsada
- O.J. Simpson – on sam
- Marvin Goux – on sam
- Earl Edwards – on sam
- Reggie McKenzie – on sam
- Eunice Simpson – ona sama
- Shirley Baker – ona sama